# نهائي تصفيات دوري البطولة الإنجليزية 2024
نهائي تصفيات دوري البطولة الإنجليزية 2024 (بالإنجليزية: 2024 EFL Championship play-off final) كانت مباراة كرة قدم أقيمت في 26 مايو 2024 والتي حددت الفريق النهائي الذي حصل على الصعود من بطولة دوري كرة القدم الإنجليزية، الدرجة الثانية لكرة القدم الإنجليزية، إلى الدوري الإنجليزي الممتاز. حصل الفريقان الأولان في بطولة الدوري الإنجليزي لكرة القدم 2023–24، ليستر سيتي وإيبسويتش تاون، على ترقية تلقائية، بينما شاركت الأندية التي احتلت المركز الثالث إلى السادس في تصفيات الدوري الإنجليزي لكرة القدم 2024 ‏. تم تقدير قيمة الترقية إلى الدوري الإنجليزي الممتاز في عام 2024 بما يصل إلى 265 مليون جنيه إسترليني للفائز في نهائي الملحق.
أقيمت المباراة النهائية بين ليدز يونايتد وساوثهامبتون، وكلاهما هبط من الدوري الإنجليزي الممتاز في الموسم السابق واحتل المركزين الثالث والرابع على التوالي في موسم بطولة الدوري الإنجليزي لكرة القدم 2023–24. فاز ساوثهامبتون بالمباراة 1–0، وبالتالي ضمن الصعود إلى الدوري الإنجليزي الممتاز.

## الطريق إلى النهائي
| المركز النهائي في الدوري – البطولة | المركز النهائي في الدوري – البطولة | المركز النهائي في الدوري – البطولة | المركز النهائي في الدوري – البطولة | المركز النهائي في الدوري – البطولة | المركز النهائي في الدوري – البطولة | المركز النهائي في الدوري – البطولة | المركز النهائي في الدوري – البطولة | المركز النهائي في الدوري – البطولة | المركز النهائي في الدوري – البطولة |
| مركز                               | الفريق                             | لعب                                | ف                                  | ت                                  | خ                                  | له                                 | عليه                               | فرق                                | نقاط                               |
| ---------------------------------- | ---------------------------------- | ---------------------------------- | ---------------------------------- | ---------------------------------- | ---------------------------------- | ---------------------------------- | ---------------------------------- | ---------------------------------- | ---------------------------------- |
| 1                                  | ليستر سيتي                         | 46                                 | 31                                 | 4                                  | 11                                 | 89                                 | 41                                 | +48                                | 97                                 |
| 2                                  | إيبسويتش تاون                      | 46                                 | 28                                 | 12                                 | 6                                  | 92                                 | 57                                 | +35                                | 96                                 |
| 3                                  | ليدز يونايتد                       | 46                                 | 27                                 | 9                                  | 10                                 | 81                                 | 43                                 | +38                                | 90                                 |
| 4                                  | ساوثهامبتون                        | 46                                 | 26                                 | 9                                  | 11                                 | 87                                 | 63                                 | +24                                | 87                                 |
| 5                                  | وست بروميتش ألبيون                 | 46                                 | 21                                 | 12                                 | 13                                 | 70                                 | 47                                 | +23                                | 75                                 |
| 6                                  | نورويتش سيتي                       | 46                                 | 21                                 | 10                                 | 15                                 | 79                                 | 64                                 | +14                                | 73                                 |

أنهى ليدز يونايتد موسم 2023–24 العادي في المركز الثالث في بطولة الدوري الإنجليزي لكرة القدم، وهي الدرجة الثانية من نظام الدوري الإنجليزي لكرة القدم. وكان الفريق متأخرا بفارق ست نقاط عن إيبسويتش تاون صاحب المركز الثاني وسبع نقاط عن ليستر سيتي حامل اللقب. واحتل ساوثهامبتون المركز الرابع بفارق تسع نقاط عن إيبسويتش تاون. وأنهى وست بروميتش ألبيون ونورويتش سيتي الموسم بفارق 21 و23 نقطة عن إيبسويتش تاون، صاحبي المركزين الخامس والسادس على التوالي. لذلك فقد خسروا جميعًا المكانين التلقائيين للترقية إلى الدوري الإنجليزي الممتاز وشاركوا بدلاً من ذلك في المباريات الفاصلة لتحديد الفريق الثالث والأخير الذي صعد.
أقيمت مباريات الذهاب من الدور نصف النهائي يوم 12 مايو، بين نورويتش سيتي وليدز يونايتد في كارو رود، وبين وست بروميتش ألبيون وساوثهامبتون في ذا هاوثورنز. انتهت المباراتان بالتعادل السلبي، وهي المرة الأولى التي يحدث فيها ذلك منذ مباريات الذهاب في نصف نهائي تصفيات بطولة الدوري الإنجليزي الممتاز لعام 2011 ‏ بين نوتنغهام فورست وسوانسي سيتي وريدينغ وكارديف سيتي.
أُقيمت مباراة الإياب بين ليدز يونايتد ونورويتش سيتي على ملعب إيلاند رود في 16 مايو. وهاجم كريسينسيو سامرفيل، لاعب ليدز، منافسه منذ انطلاق المباراة، وسدد كرة لولبية فوق العارضة بعد دقيقتين فقط. حصل ليدز لاحقًا على ركلة حرة بعد ارتكاب خطأ على جو رودون، والذي نفذه إيليا جرويف ‏ ؛ حيث خدع حارس مرمى نورويتش أنجوس جان ليتوقع تمريرة عرضية، لكنه بدلاً من ذلك سدد باتجاه القائم القريب ليصبح النتيجة 1–0 في الدقيقة السابعة. وفي الدقيقة 20، عزز ليدز تقدمه بهدف 2–0 بعد أن حول جويل بيروي عرضية ويلفريد جنونتو برأسه في المرمى. وسجل جورجينيو روتر الهدف الثالث في الدقيقة 40، بعد أن سدد الكرة في المرمى بعد هجمة مرتدة من ليدز. وسجل سامرفيل الهدف الرابع في الدقيقة 68 بعد أن حول الكرة إلى داخل المرمى من مسافة قريبة بعد أن تصدى جون لتسديدة جنونتو إلى جونيور فيربو الذي مررها إلى سامرفيل. لم تُسجل أي أهداف أخرى حيث فاز ليدز بالتعادل 4–0 في مجموع المباراتين ليتأهل إلى نهائي الملحق في 26 مايو. بعد المباراة، تجمع لاعبو ليدز في دائرة وسط الملعب بينما غنى مشجعو الفريق المضيف في المدرجات أغنية «أتوقع شغبًا ‏» لفرقة ليدز كايزر تشيفز. قال ديفيد فاغنر، مدرب نورويتش، بعد المباراة: «كان أداؤنا سيئًا. لقد فعلنا كل ما لا ينبغي فعله». تم طرده من قبل النادي في اليوم التالي للمباراة.
أُقيمت مباراة الإياب بين ساوثهامبتون ووست بروميتش ألبيون على ملعب سانت ماري في 17 مايو. افتتح ساوثهامبتون التسجيل في الشوط الثاني في الدقيقة 49 عندما سدد ويل سمولبون ‏ الكرة من زاوية ضيقة ليضعها في مرمى حارس وست بروميتش أليكس بالمر، مانحًا فريقه التقدم بنتيجة 1–0. وسجل آدم أرمسترونج الهدف الثاني في الدقيقة 78. وفي الدقيقة 85، حصل ساوثهامبتون على ركلة جزاء بسبب خطأ على رايان مانينغ، والتي ترجمها أرمسترونج إلى هدف ليضع فريقه في المقدمة 3–0. سجل سيدريك كيبري ‏ هدفًا برأسه في الوقت بدل الضائع ليمنح وست بروميتش هدفًا تعزية، لكن ساوثهامبتون فاز 3–1 في مجموع المباراتين ليتأهل إلى نهائي الملحق.
في نهاية مباراة ساوثهامبتون ووست بروميتش ألبيون، نزل قسم من مشجعي ساوثهامبتون إلى أرض الملعب وواجهوا مشجعي وست بروميتش. تم إلقاء الشماريخ والمقاعد والصواريخ بين مجموعتي المشجعين قبل أن تتمكن الشرطة والمشرفون من السيطرة. تم إلغاء لفة الشرف ‏ التي قام بها لاعبو ساوثهامبتون بعد المباراة بسبب اضطرابات الجماهير. تم القبض على ثلاثة أشخاص، اثنان منهم لدخولهم الملعب والثالث للاعتداء على أحد عمال الطوارئ واستخدام سلوك تهديدي وعرقلة/مقاومة ضابط شرطة.

## المباراة

### الخلفية
كانت هذه أول مباراة نهائية لفريق ليدز منذ نهائي دوري الدرجة الأولى لكرة القدم عام 2008 ‏ ضد دونكاستر روفرز، في حين كانت هذه أول مباراة نهائية لفريق ساوثهامبتون على الإطلاق. وشهدت المباراة مواجهة بين الفريقين الآخرين اللذين هبطا من الدوري الإنجليزي الممتاز في الموسم السابق، حيث كان كل منهما يبحث عن العودة الفورية إلى الدوري الإنجليزي الممتاز. كما خسر ليدز أيضًا نهائي تصفيات دوري الدرجة الثانية لكرة القدم عام 1987 ‏ أمام تشارلتون أثليتيك، ونهائي تصفيات بطولة دوري كرة القدم عام 2006 ‏ أمام واتفورد، ونصف نهائي تصفيات دوري كرة القدم الأول عام 2009 ‏ أمام منافسه الشرس ‏ ميلوول، ونصف نهائي تصفيات بطولة الدوري الإنجليزي لكرة القدم عام 2019 ‏ أمام ديربي كاونتي. كان ليدز قد خاض سلسلة من 15 مباراة دون هزيمة، بدأت بفوزه 3–0 على أرضه على برمنغهام سيتي في 1 يناير 2024 وانتهت في 6 أبريل 2024 بهزيمة 2–1 خارج أرضه أمام كوفنتري سيتي، كما خاض ساوثهامبتون سلسلة من 22 مباراة دون هزيمة، بدأت بفوزه 3–1 على أرضه على ليدز يونايتد في 30 سبتمبر 2023 وانتهت بهزيمة 3–1 خارج أرضه أمام بريستول سيتي في 13 فبراير 2024. كان كريسينسيو سامرفيل هداف ليدز يونايتد برصيد 19 هدفًا وكان آدم أرمسترونج هداف ساوثهامبتون برصيد 21 هدفًا. خلال الموسم العادي انتهت المباراتان بفوز ساوثهامبتون، الأول بنتيجة 3–1 في ملعب سانت ماري والثاني بنتيجة 2–1 في اليوم الأخير في إيلاند رود، مما ضمن ترقية إيبسويتش تاون كوصيف لليستر سيتي. في 19 مايو 2024، تم الإعلان عن اختيار سامرفيل ضمن فريق الموسم لبطولة إي إيه سبورتس إف سي 24.
تم تخصيص 35،796 تذكرة لنادي ليدز للمباراة النهائية في الطرف الشرقي من ملعب ويمبلي. تم تخصيص 35،667 تذكرة مبدئيًا لساوثامبتون على الجانب الغربي، ويرتفع العدد إلى 36،900 في 22 مايو 2024. ستتمتع شرطة النقل البريطانية ‏ (BTP) «بحضور شرطي معزز» بسبب تواجد مشجعي مانشستر يونايتد (الذين لعبوا ضد منافسي مانشستر سيتي في ديربي مانشستر في نهائي كأس الاتحاد الإنجليزي 2024 في اليوم السابق) وليدز يونايتد حول ويمبلي في نفس الفترة التي تبلغ 24 ساعة مع قول شرطة النقل البريطانية «إن سلامة ركاب السكك الحديدية تظل الأولوية القصوى للقوة وسيكون هناك حضور شرطي معزز وموارد متخصصة منتشرة في جميع أنحاء شبكة السكك الحديدية طوال عطلة نهاية الأسبوع تلك».
حضر رئيس الوزراء ريشي سوناك المباراة النهائية بصفته مشجعًا لساوثامبتون بعد حضوره في سانت ماري لمباراة الإياب من الدور نصف النهائي ضد وست بروميتش ألبيون مع حضور رئيس ليدز باراج ماراثي مع ممثلين آخرين من سان فرانسيسكو 49ers مع تكهنات بأن الممثل الكوميدي الأمريكي الجديد ويل فيريل قد يحضر.

### التغطية
تم بث المباراة مباشرة على قناة Sky Sports على قناتي فوتبول وماين إيفنت، كما كانت متاحة للبث المباشر على سكاي جو ‏ وناو. قامت محطات الإذاعة المحلية التابعة لهيئة الإذاعة البريطانية ‏ بتغطية المباراة لكل فريق: إذاعة بي بي سي ليدز ‏ لنادي ليدز يونايتد، وإذاعة بي بي سي سولنت ‏ لنادي ساوثهامبتون. قدمت محطة توك سبورت ‏ التعليق الإذاعي الوطني مع أدريان دورهام ‏.

### الملخص

#### الشوط الأول
انطلقت مباراة ليدز في تمام الساعة 15:00 أمام 85،862 مشجعًا وسط أمطار غزيرة. وفي الدقيقة الخامسة، تعرض كريسينسيو سامرفيل لخطأ من فلين داونز خارج منطقة جزاء ساوثهامبتون مباشرة، ونفذ ركلة حرة باتجاه القائم البعيد، حيث استحوذ جو رودون على الكرة برأسه في البداية، لكن جاك ستيفنز أبعدها عن الخطورة. أرسل تايلور هاروود-بيليس تمريرة إلى ويل سمولبون ‏ في الدقيقة التاسعة، الذي مرر الكرة إلى ديفيد بروكس الذي حصل على ركلة حرة لصالح ساوثهامبتون بعد خطأ عليه من جونيور فيربو. في الدقيقة 13، ارتكب رودون خطأ على جو أريبو خارج منطقة جزاء ليدز وحصلوا على ركلة حرة أخرى نفذها سمولبون لكن إيلان ميلييه أبعدها إلى ركلة ركنية. في الدقيقة 19، لعب سامرفيل تمريرة ثنائية مع إيليا جرويف ‏ وبدا أنه يبحث عن ويلفريد جنونتو لكن القديسين اعترضوا الكرة. ومع ذلك، استعاد ليدز الكرة وحاول جورجينيو روتر تمريرها إلى جلين كامارا، لكن سامرفيل ارتكب خطأ ضد بروكس وتسبب في ركلة حرة. وفي الدقيقة 22 مرر جويل بيروي الكرة إلى روتر الذي مررها إلى أرتشي جراي على الجانب الأيمن وحولها إلى ركلة الجزاء لكن فيربو فشل في الوصول إلى عرضيته. افتتح التسجيل في الدقيقة 24 عندما مرر داونز الكرة إلى سمولبون الذي مررها من خلف دفاع ليدز ليضعها آدم أرمسترونج في الزاوية السفلى من مرمى ميلييه. وفي الدقيقة 26، حاول القديسون زيادة تقدمهم عندما مرر أرمسترونج الكرة إلى بروكس الذي مررها بدوره إلى داونز الذي مررها بدوره إلى أرمسترونج الذي مررها إلى كايل ووكر بيترز الذي حاول التصدي لفيربو الذي حولها إلى ركلة ركنية للقديسين. أبعد ليدز ركلة الركنية الناتجة وسددها جراي للأمام لكن ساوثهامبتون استعاد الكرة. وفي الدقيقة 35، اضطر راسل مارتن لإجراء أول تغيير له في المباراة بدخول صامويل إيدوزي بدلاً من بروكس المصاب. حصل يان بيدناريك على البطاقة الصفراء الأولى في المباراة بعد تدخله على روتر في الدقيقة 38. وحاول ليدز إدراك التعادل قبل نهاية الشوط الأول مباشرة، حيث مرر كامارا الكرة إلى جراي الذي حصل على رمية تماس، ثم مررها إلى سامرفيل الذي انطلق داخل منطقة جزاء ساوثهامبتون، لكن تمريرته العرضية تحولت إلى ركلة ركنية لليدز بواسطة ووكر بيترز. وفي الدقيقة 43، حصل سامرفيل على بطاقة صفراء بسبب تدخله على هارود-بيليس، كما حصل رايان فريزر على بطاقة صفراء في الدقيقة 45 بسبب إسقاطه جنونتو. وفي الدقيقة الأخيرة من الوقت الأصلي للشوط الأول، حصل ساوثهامبتون على ركلة حرة، سددها سمولبون فوق الحائط البشري باتجاه أرمسترونج الذي سددها لكن ميلييه تصدى لها ثم أبعد رودون الكرة بعيدا عن منطقة الجزاء. انتهى الشوط الأول بتقدم القديسين بنتيجة 1–0.

#### الشوط الثاني
وانطلق الشوط الثاني لساوثهامبتون بفرصة مبكرة للقديسين في الدقيقة 48 عندما مرر إيدوزي الكرة إلى ستيفنز لكن تسديدته تم التصدي لها. وفي الدقيقة 50، انطلق رودون داخل منطقة جزاء القديسين قبل أن يمرر كرة بينية إلى جنونتو. وأعاد الكرة إلى رودون حيث تم منع تسديدته لكنها ذهبت إلى سومرفيل حيث ذهبت تسديدته بعيدًا عن المرمى. وبعد دقيقة واحدة، أصبح هارود-بيليس أحدث لاعب يحصل على إنذار بسبب ارتكاب خطأ على روتر، حيث نفذ سامرفيل الركلة الحرة الناتجة عن ذلك، والتي تحولت إلى ركلة ركنية لعبها ليدز قبل أن يمررها باتجاه القائم البعيد حيث حولها أريبو برأسه بعيدا عن الخطر. وفي الدقيقة 66، أجرى دانييل فارك التغيير الأول لليدز في المباراة بدخول دانييل جيمس بدلاً من جنونتو. وفي الدقيقة 68، سنحت الفرصة لأريبو للتقدم قبل أن يمرر الكرة إلى إيدوزي الذي انطلق بها داخل منطقة الجزاء لكنه فشل في إصابة المرمى. أجرى مارتن التغيير الثاني لساوثامبتون في الدقيقة 70 بدخول تشي آدامز بدلاً من فريزر. وفي الدقيقة 72، أرسل هارود-بيليس كرة طويلة مرت فوق دفاع ليدز حيث ركض إليها أريبو وسددها من فوق ميلييه لكنه نجح في إنقاذها. وفي الدقيقتين 73 و74 أجرى فارك تغييريه الثاني والثالث في المباراة بدخول كونور روبرتس بدلاً من كامارا وجايدون أنتوني بدلاً من سومرفيل. وفي الدقيقة 79، كان آدمز هو اللاعب التالي الذي حصل على بطاقة صفراء بسبب ارتكابه خطأ ضد إيثان أمبادو. وفي الدقيقة 83، أجرى مارتن التغيير الثالث للقديسين بدخول رايان مانينغ بدلاً من إيدوزي – الذي حل في وقت سابق بدلاً من بروكس المصاب – وأجرى فارك التغيير الرابع للبيض بدخول ماتيو جوزيف ‏ بدلاً من فيربو. وفي الدقيقة 85 مرر جيمس الكرة إلى روتر قبل أن يعيدها مباشرة إلى جيمس الذي سددها نحو المرمى لكنها اصطدمت بالعارضة. وفي الدقيقة 85، حصل داونز على بطاقة صفراء بسبب إيقافه لهجمة مرتدة لليدز. وفي الدقيقة 94، مرر روتر الكرة إلى أنتوني على الجانب الأيسر من منطقة الجزاء ومررها إلى جيمس الذي سددها بقوة لكن أليكس مكارثي تصدى لها. وفي الدقيقة 101، حصل أريبو على بطاقة صفراء بسبب تأخير استئناف المباراة، كما حصل أمبادو على بطاقة صفراء بسبب تورطه في الحادث مع أريبو. تمكن القديسون من التمسك بالصعود إلى الدوري الإنجليزي الممتاز في المحاولة الأولى وإدانة ليدز لموسم آخر في بطولة الدوري الإنجليزي لكرة القدم.

### التفاصيل
| ليدز يونايتد | 0–1   | ساوثهامبتون     |
| ------------ | ----- | --------------- |
|              | تقرير | - أرمسترونغ 24' |

| ليدز يونايتد | ساوثهامبتون |

| GK           | 1  | إيلان ميسيلر             |        |     |
| RB           | 22 | آرشي غراي (لاعب كرة قدم) |        |     |
| CB           | 14 | جو رودون                 |        |     |
| CB           | 4  | إيثان أمباديو (ق)        | 90+12' |     |
| LB           | 3  | جونيور فيربو             | 83'    |     |
| CM           | 44 | إيليا جرويف [الإنجليزية] |        |     |
| CM           | 8  | جلان كامارا              | 73'    |     |
| RW           | 29 | ويلفريد غنونتو           | 66'    |     |
| AM           | 24 | جورجينيو روتر            |        |     |
| LW           | 10 | كريسينسيو سامرفيل        | 43'    | 74' |
| CF           | 7  | يويل بيرو                |        |     |
| البدلاء:     |    |                          |        |     |
| GK           | 28 | كارل دارلو               |        |     |
| DF           | 6  | ليام كوبر                |        |     |
| DF           | 25 | سام بيرام                |        |     |
| DF           | 33 | كونور روبرتس             | 73'    |     |
| MF           | 12 | جيدون أنتوني             | 74'    |     |
| MF           | 17 | جامي شاكليتون            |        |     |
| MF           | 20 | دانيال جيمس              | 66'    |     |
| FW           | 30 | جو جيلهاردت              |        |     |
| FW           | 49 | ماتيو جوزيف [الإنجليزية] | 83'    |     |
| المدرب:      |    |                          |        |     |
| دانييل فاركي |    |                          |        |     |

| GK          | 1  | أليكس مكارثي             |        |     |
| RB          | 2  | كايل ووكر-بيترز          |        |     |
| CB          | 21 | تايلور هاروود            | 51'    |     |
| CB          | 35 | يان بيدناريك             | 39'    |     |
| LB          | 5  | جاك ستيفنز (ق)           |        |     |
| CM          | 16 | ويل سمولبون [الإنجليزية] |        |     |
| CM          | 4  | فلين داونز               | 85'    |     |
| CM          | 7  | جو أريبو                 | 90+12' |     |
| RF          | 36 | ديفيد بروكس              | 35'    |     |
| CF          | 9  | أدم أرمسترونغ            |        |     |
| LF          | 26 | ريان فريزر               | 45'    | 70' |
| البدلاء:    |    |                          |        |     |
| GK          | 13 | جوي لوملي                |        |     |
| DF          | 3  | ريان مانينغ              | 83'    |     |
| DF          | 14 | جيمس بري                 |        |     |
| MF          | 19 | جو روثويل                |        |     |
| MF          | 20 | كمال الدين سليمانا       |        |     |
| MF          | 23 | صموئيل إدوزي             | 35'    | 83' |
| MF          | 24 | شيا تشارلز               |        |     |
| FW          | 10 | تشي آدامز                | 70'    | 79' |
| FW          | 11 | روس ستيوارت              |        |     |
| المدرب:     |    |                          |        |     |
| راسيل مارتن |    |                          |        |     |

| رجل المباراة: آدم أرمسترونج (ساوثهامبتون) |

## بعد المباراة
ويعني فوز ساوثهامبتون انضمامه إلى ليستر سيتي حامل اللقب وإيبسويتش تاون صاحب المركز الثاني في الدوري الإنجليزي الممتاز. عن الفوز، قال راسل مارتن، مدرب ساوثهامبتون: «مشاهدتهم يحتفلون معًا من الملعب أمرٌ لا يُنسى، سيظل محفورًا في ذاكرتي إلى الأبد، كمجموعة من اللاعبين والشباب، لقد كانوا رائعين». كما شكر مالكي ساوثهامبتون على منحه فرصة إدارة الفريق.
نُقل عن دانييل فارك، مدرب ليدز، قوله: «من الواضح أننا نعاني كثيرًا في هذه اللحظة، ونشعر بخيبة أمل عميقة لأننا اقتربنا كثيرًا من الفوز بعد موسم رائع حصدنا فيه 90 نقطة». كما أشاد بأداء فريقه قائلًا: «اليوم، لا يمكننا القول إننا الفريق الأسوأ في هذه المباراة النهائية، وخسارة هذه المباراة النهائية مؤلمة للغاية».
استمرت هزيمة ليدز في سلسلة عدم صعوده إلى الدوري الممتاز في التصفيات، وحققت خسارته السادسة في نهائي التصفيات رقماً قياسياً جديداً في كرة القدم الإنجليزية من حيث الهزائم في نهائيات التصفيات.